# Uppsala spårväg
|  | Unknown BSicon "uSTR%2Bl" | Unknown BSicon "uhKRZWaeq" | Urban transverse track | Unknown BSicon "uKBHFeq" |

|  | Urban stop on track | Water |  |  |

|  | Urban stop on track | Water |  |  |

|  | Urban stop on track | Water |  |  |

|  | Urban stop on track | Water |  |  |

| Unknown BSicon "uSTR%2Bl" | Unknown BSicon "uABZgr" | Water |  |  |

| Urban stop on track | Urban stop on track | Water |  |  |

| Urban stop on track | Urban straight track | Water |  |  |

| Urban stop on track | Urban stop on track | Water |  |  |

| Urban stop on track | Urban stop on track | Water |  |  |

| Urban stop on track | Urban straight track | Water |  |  |

| Urban stop on track | Urban stop on track | Water |  |  |

| Urban stop on track | Urban stop on track | Water |  |  |

| Unknown BSicon "uSTRl" | Unknown BSicon "uABZg+r" | Water |  |  |

|  | Urban stop on track | Water |  |  |

|  | Urban straight track | Water | Unknown BSicon "uKDSTa" |  |

|  | Unknown BSicon "uSTRl" | Unknown BSicon "uhKRZWaeq" | Unknown BSicon "uABZqlr" | Unknown BSicon "uSTR+r" |

|  |  | Water |  | Urban stop on track |

|  |  | Water |  | Urban stop on track |

|  |  | Water |  | Urban stop on track |

|  |  | Water |  | Urban end station |

|  |  |  |  |  |

|  | Unknown BSicon "uSTR%2Bl" | Unknown BSicon "uhKRZWaeq" | Urban transverse track | Unknown BSicon "uKBHFeq" |

|  | Urban stop on track | Water |  |  |

|  | Urban stop on track | Water |  |  |

|  | Urban stop on track | Water |  |  |

|  | Urban stop on track | Water |  |  |

| Unknown BSicon "uSTR%2Bl" | Unknown BSicon "uABZgr" | Water |  |  |

| Urban stop on track | Urban stop on track | Water |  |  |

| Urban stop on track | Urban straight track | Water |  |  |

| Urban stop on track | Urban stop on track | Water |  |  |

| Urban stop on track | Urban stop on track | Water |  |  |

| Urban stop on track | Urban straight track | Water |  |  |

| Urban stop on track | Urban stop on track | Water |  |  |

| Urban stop on track | Urban stop on track | Water |  |  |

| Unknown BSicon "uSTRl" | Unknown BSicon "uABZg+r" | Water |  |  |

|  | Urban stop on track | Water |  |  |

|  | Urban straight track | Water | Unknown BSicon "uKDSTa" |  |

|  | Unknown BSicon "uSTRl" | Unknown BSicon "uhKRZWaeq" | Unknown BSicon "uABZqlr" | Unknown BSicon "uSTR+r" |

|  |  | Water |  | Urban stop on track |

|  |  | Water |  | Urban stop on track |

|  |  | Water |  | Urban stop on track |

|  |  | Water |  | Urban end station |

|  |  |  |  |  |

Uppsala spårväg är ett spårvägsprojekt i Uppsala. Uppsala kommun började planera den nya spårvägen 2010 och i december 2021 tog kommunfullmäktige beslut om att spårvägen ska byggas, förutsatt att staten beviljade delfinansiering. I maj 2022 meddelades att Trafikverket beviljat projektet de totalt tre miljarder man ansökt om, och projektet kunde gå in i sin genomförandefas. Den totala kostnaden för projektet beräknas till 6,1 miljarder.

## Linjesträckning
Man planerar två linjer från centralstationen och söderut via Gottsunda respektive Ultuna, för vidare anslutning till en ny järnvägsstation Uppsala Södra i Bergsbrunna.
Mer detaljerat planeras spårvägen utgå från Uppsala centralstation och sedan gå via Bäverns Gränd, Islandsbron, Svandammen, yttre Sjukhusvägen och Dag Hammarskjölds väg till korsningen med Husargatan, där den förgrenar sig.
Den västra grenen går via Gottsunda. Den följer Torgny Segerstedts allé genom Rosendal, och vidare längs Vårdsätravägen, Hugo Alfvéns väg och Gottsunda Allé genom Valsätra och Gottsunda, och Ultunaallén.
Den östra grenen går via Ultuna. Den fortsätter på Dag Hammarskjölds väg för att sedan vika av österut på Regementsvägen. Den går öster om Ångströmlaboratoriet och följer sedan Ulleråkersvägen och Ulls väg, för att sammanstråla med den västra grenen vid Ultunaallén.
Efter sammangreningen fortsätter över Fyrisån via den planerade Ultunabron via Nåntuna, där vagnhallen också planeras, och vidare mot Bergsbrunna för anslutning till en planerad järnvägsstation Uppsala södra. Omfattande nybyggnation planeras i Bergsbrunna, Sävja, Vilan och Nåntuna, vilken kan betjänas av spårvägen.
Den planerade spårvägen sammanfaller alltså delvis med den gamla gröna linjen på sträckan Bäverns gränd–Dag Hammarskjölds väg–Regementsvägen, samt eventuellt delvis med den gamla Granebergslinjen genom Ultuna.

## Historik
2010 började Uppsala kommun undersöka möjligheterna till att bygga ut kapacitetsstark kollektivtrafik. 2016 fastställdes en ny översiktsplan för Uppsala där det beskrevs hur stadsdelarna skulle kopplas samman med kapacitetsstark kollektivtrafik.
2017 undertecknades det så kallade Uppsalapaketet där staten, Uppsala kommun och Region Uppsala kom överens om att staten skulle delfinansiera Uppsalas utbyggnad av kapacitetsstark kollektivtrafik samt bygga ut järnvägen till Stockholm till fyra spår i utbyte mot att Uppsala bygger 33 000 nya bostäder. Uppsalapaketet klubbades i Uppsala kommunfullmäktige och regionfullmäktige 2018.
2020 gjordes en utredning som jämförde kostnader och prestanda för spårväg respektive BRT (Bus Rapid Transit). Utredningen kom fram till att spårväg är den teknik som bäst stödjer den utveckling som beskrivs i översiktsplanen för Uppsala kommun. I december 2021 tog Uppsala kommunfullmäktige beslut om att spårvägen ska byggas, förutsatt att staten bidrar med delfinansiering. 
I maj 2022 meddelades att Trafikverket beviljat projektet de totalt tre miljarder man ansökt om, vilket innebar att det villkorade genomförandebeslutet som kommunfullmäktige tog i december 2021 gick igenom.
Det första spadtaget för spårvägen togs 22 augusti 2024. 

## Tidplan
Under 2022-2023 ska detaljplaner för spårvägen och spårvägsdepån gå ut på samråd och granskning, och en ansökan om vattendom för detaljplanerna lämnas in till mark- och miljödomstolen. I december 2024 fick ett konsortium bestående av NYAB och Azvi uppdraget för totalentreprenaden av spårvägen, ett beslut som senare överklagades. Men 5 augusti 2025 kunde Uppsala kommun skriva kontrakt med NYAB och Azvi för fas 1 av projektet.
Det första spadtaget togs i augusti 2024. 2028 ska spårvagnarna levereras, och 2029 ska den nya spårvägen tas i bruk.